# Aeroportul Verkhnevilyuysk
Aeroportul Verkhnevilyuysk (IATA: VHV, ICAO: UENI) este un aeroport din Iacutia, Rusia ce deservește zona Verhneviliuisk⁠(d). Aeroportul a fost tranzitat în 2017 de 3.014 pasageri. A fost numit după zona deservită.
Situat la o altitudine de 135 m, aeroportul dispune de o singură pistă.